# Cassie (Vorname)
Cassie ist ein weiblicher Vorname.

## Herkunft und Bedeutung
Cassie ist eine Verkleinerungsform des Namens Cassandra und anderer mit Cass- beginnender Namen.

## Bekannte Namensträgerinnen
- Cassie, eigentlich Casandra Ventura  (* 1986), US-amerikanische Sängerin, Tänzerin und Model
- Cassie Campbell (* 1973), kanadische Eishockeyspielerin
- Cassie Chadwick (1857–1907), kanadisch-US-amerikanische Hochstaplerin und Betrügerin
- Cassie Purdon (* 1996), australische Sprinterin
- Cassie Scerbo (* 1990), US-amerikanische Schauspielerin, Sängerin und Tänzerin
- Cassie Yates (* 1951), amerikanische Schauspielerin